# دان کاروسو
دان کاروسو (انگلیسی: Dan Caruso; ۱ ژوئیهٔ ۱۹۶۳ – ) کارآفرین اهل ایالات متحده آمریکا است، که در سال ۲۰۰۷ گروه زایو را تأسیس کرد.